# Halictus aerarius
Halictus aerarius är en biart som beskrevs av Smith 1873. Halictus aerarius ingår i släktet bandbin, och familjen vägbin. Inga underarter finns listade i Catalogue of Life.